# Lørdagskylling
Lørdagskylling var en færdigmarinerede kyllingeret, der var pakket ind i en foliebakke. Det var den danske kyllingeproducent Danpo, som opfandt Lørdagskylling i 1982. Retten var en hel kylling – men parteret og klar til at sætte i ovnen. Det blev et stort hit hos forbrugerne, da det var nemt og billigt. Flere tilfælde af salmonella i 1990'erne ramte dog den folkekære kylling hårdt på populariteten, og i 2006 stoppede Danpo produktionen af lørdagskyllingen, da den ikke længere gav overskud.